# Stanetinec
Stanetinec is een plaats in de gemeente Štrigova in de Kroatische provincie Međimurje. De plaats telt 206 inwoners (2001).